# Alexandre-Antonin Taché
Pour les articles homonymes, voir Alexandre Taché.
Alexandre-Antonin Taché (23 juillet 1823 – 22 juin 1894) est un évêque canadien français ayant participé à la colonisation du Nord-Ouest du Canada.

## Biographie
C’est à Fraserville (aujourd'hui Rivière-du-Loup) que naît Alexandre-Antonin Taché le 23 juillet 1823. Il est le troisième enfant d’une famille qui en comptera cinq. Son père Charles Taché, un marchand, meurt le 12 janvier 1826 alors que le jeune Alexandre-Antonin n’a que deux ans. Sa mère décide donc de quitter Fraserville pour Boucherville, laissant l’aîné de la famille à Kamouraska.
Après des études au séminaire de Saint-Hyacinthe puis au grand Séminaire de Saint-Sulpice à Montréal, il entre au noviciat des Oblats à Longueuil. À l’âge de 21 ans, il part déjà pour le Nord-Ouest canadien, il n’est que sous-diacre. Ordonné à la Rivière Rouge par Mgr Provencher, le 2 octobre 1845, il devint membre de la congrégation des Oblats de Marie-Immaculée. En 1848, le père Taché baptisa le coureur des bois et métis François Beaulieu(1771-1872).
Il évangélisait depuis six ans les autochtones des missions de la Rivière-Rouge, entre autres, la mission de Saint-Jean-Baptiste de l'île à la Crosse, où il exerça le ministère en compagnie de Mgr Laflèche, lorsque les évêques de la province ecclésiastique de Québec, le désignèrent au choix du souverain pontife pour coadjuteur de Mgr Provencher.
Il fut nommé évêque par le pape Pie IX, le 14 juin 1850, lorsqu'il n'était encore âgé que de 27 ans, et passa en France pour recevoir la consécration épiscopale des mains de Mgr de Mazenod, évêque de Marseille et fondateur des Oblats. Il fut consacré le 23 novembre 1851, dans la cathédrale de Viviers, sous le titre d'évêque d'Arath, in partibus, et coadjuteur de l'évêque de Saint-Boniface. Mgr Taché se rendit à Rome après sa consécration.
De retour à la Rivière Rouge, le 27 juin 1852, il devint évêque de Saint-Boniface le 7 juin 1853 ; mais étant alors dans une mission lointaine du diocèse, il ne prit possession solennelle de son évêché que le 5 novembre 1854. Il fit un second voyage, à Rome en 1856, pour obtenir un coadjuteur. En 1861, il se rendit pour une troisième fois dans la Ville sainte pour demander la division de son diocèse, et la création du vicariat apostolique de la rivière Mackenzie.
Dans un quatrième voyage, qu'il fit en 1867, pour assister aux grandes solennités, célébrées à Rome, il demanda une nouvelle division du diocèse de Saint-Boniface pour les missions de Saskatchewan. Cette division reconnue en principe ne fut définitivement fixée que le 22 septembre 1871, par la création du diocèse de Saint-Albert, qui eut pour premier évêque Mgr Grandin.
Retourné à Rome pour assister, en octobre 1869, au Concile du Vatican, il revint, en janvier 1870, dans son diocèse, pour pacifier, à la demande du gouvernement d'Ottawa, la rébellion de la rivière Rouge. Le 22 septembre 1871, il fut créé archevêque de Saint-Boniface. Il mourut le 22 juin 1894 à Saint-Boniface à l'âge de 70 ans.

## Succession apostolique
Alexandre-Antonin Taché a ordonné les évêques suivants :
- Archevêque Pierre-Emile-Jean-Baptiste-Marie Grouard, O.M.I. (1891)